# Ciężosił
Ciężosił − polski herb szlachecki, nadany w Królestwie Kongresowym.

## Opis herbu
Opis zgodnie z klasycznymi regułami blazonowania:
Na tarczy obramowanej złotem, w polu błękitnym w środku i na końcach trójkąta srebrnego takież gwiazdy; ponad górnym bokiem trójkąta, pszczoła złota. W klejnocie pod rozwartym cyrklem srebrnym, opartym na dwóch gałązkach wawrzynu, łabędź srebrny w lewo.

## Najwcześniejsze wzmianki
Nadany przez cara Aleksandra I 7 października 1816 Wojciechowi Langemu, za wybitne zasługi w kierowaniu pracami inżynierskimi.

## Herbowni
Jedna rodzina herbownych (herb własny): Lange.